# 浦上則景
浦上 則景（うらがみ のりかげ）は、室町時代後期の武将。赤松氏の家臣。

## 生涯
赤松氏の重臣・浦上則宗の長男として 享徳2年（1453年）に誕生。父・則宗は応仁の乱後の赤松家中において守護代や侍所所司代を歴任するなど権威を強めており、父の在京後は若年ながら則景は赤松政則の側近として播磨国で政務に参加し、重臣の補佐を受けながらも則景は則宗の後継者として播磨に影響力を持った。父とは別に公卿と交流があったようで山科家から海老や鯛を贈られた記録も残る。
文明15年（1483年）11月、備前国西部に勢力を持つ赤松氏の被官金川城主・松田元成が、赤松氏に奪われた失地回復を狙っていた山名政豊と通じ、赤松氏の守護所であり小鴨大和守や櫛橋則伊ら赤松方の諸将の籠る福岡城を急襲した。則景と宇野政秀は政則から福岡城救援の為に兵を預けられ備前へと出撃したものの、片上（現在の備前市片上）まで進軍したところで「真弓峠において政則が山名勢に敗北」という報が入ると、則景と政秀は福岡城に向かわず兵を返した。結局、則景の軍は播磨に戻ったもの既に赤松軍は敗走しており、山名軍の播磨国内への侵攻は防げず、更には援軍の来なかった備前福岡城も陥落してしまう。
こうした事態に則宗は翌文明16年（1484年）には播磨に帰国し、政則に失望した国人領主をまとめ上げ、軍を再編。政則は和泉国へと出奔した。しかしながら則宗もまた政則を廃して有馬則秀（有馬元家の子）の子、慶寿丸に家督を継がせようと目論む内に国人層の分裂などを招く。則景もそんな中で浦上軍の将の一人として戦い、松田元成を討つなど赤松・浦上軍が勝利を収める事も有ったが、最終的には国人層の分裂などによりまとまりを欠いた為、山名・松田軍に敵わず則景らも領国を追われる事になった。
京に逃亡した則宗は内々での抗争に収拾を付けなければ山名・松田軍に勝てないと判断し、将軍・足利義政の仲介で慶寿丸の赤松の惣領相続を白紙として政則と和解し、軍勢を再編し播磨奪還への体勢を立て直した。政則を奉じた事により分裂状態を解消した赤松・浦上軍は山名・松田軍に対して戦局を優位に進めていたが、文明17年（1485年）6月4日に行われた播磨片島の戦いにおいては赤松・浦上軍は大敗してしまい、則景はこの戦で命を落とした。享年33。